# خط طول 117° غرب
خط طول 117° غرب هو أحد خطوط الطول الجغرافية، والتي تمتد من القطب الشمالي الجغرافي إلى القطب الجنوبي الجغرافي، وحسب التحويل الزمني يتأخر خط طول 117° غرب عن خط غرينتش بـ7 ساعات و48 دقيقة.

## من القطب إلى القطب
ينطلق خط طول 117° غرب من القطب الشمالي نحو القطب الجنوبي مرورا بالمناطق التي ترد في الجدول التالي:
| الإحداثيات                           | البلد أو الإقليم أو البحر  | ملاحظات |
| ------------------------------------ | -------------------------- | --- |
| 90°0′N 117°0′W / 90.000°N 117.000°W  | المحيط المتجمد الشمالي     | |
| 77°28′N 117°0′W / 77.467°N 117.000°W | كندا                       | الأقاليم الشمالية الغربية — جزيرة الأمير باتريك |
| 76°20′N 117°0′W / 76.333°N 117.000°W | Fitzwilliam Strait         | |
| 76°12′N 117°0′W / 76.200°N 117.000°W | Kellett Strait             | |
| 75°44′N 117°0′W / 75.733°N 117.000°W | كندا                       | الأقاليم الشمالية الغربية — جزيرة ميلفيل |
| 75°34′N 117°0′W / 75.567°N 117.000°W | Purchase Bay               | |
| 75°29′N 117°0′W / 75.483°N 117.000°W | كندا                       | الأقاليم الشمالية الغربية — جزيرة ميلفيل |
| 75°9′N 117°0′W / 75.150°N 117.000°W  | مضيق مكلور [لغات أخرى]‏     | |
| 74°7′N 117°0′W / 74.117°N 117.000°W  | كندا                       | الأقاليم الشمالية الغربية — جزيرة بانكس |
| 73°7′N 117°0′W / 73.117°N 117.000°W  | مضيق أمير ويلز [لغات أخرى]‏ | |
| 72°57′N 117°0′W / 72.950°N 117.000°W | كندا                       | الأقاليم الشمالية الغربية — جزيرة فيكتوريا (كندا) |
| 70°32′N 117°0′W / 70.533°N 117.000°W | Prince Albert Sound        | |
| 70°6′N 117°0′W / 70.100°N 117.000°W  | كندا                       | الأقاليم الشمالية الغربية — جزيرة فيكتوريا (كندا) نونافوت — من 70°0′N 117°0′W / 70.000°N 117.000°W on جزيرة فيكتوريا (كندا) الأقاليم الشمالية الغربية — من 69°49′N 117°0′W / 69.817°N 117.000°W on جزيرة فيكتوريا (كندا) |
| 69°41′N 117°0′W / 69.683°N 117.000°W | Dolphin و Union Strait     | |
| 68°54′N 117°0′W / 68.900°N 117.000°W | كندا                       | نونافوت الأقاليم الشمالية الغربية — من 66°52′N 117°0′W / 66.867°N 117.000°W ألبرتا — من 60°0′N 117°0′W / 60.000°N 117.000°W كولومبيا البريطانية — من 51°50′N 117°0′W / 51.833°N 117.000°W |
| 49°0′N 117°0′W / 49.000°N 117.000°W  | الولايات المتحدة           | أيداهو واشنطن (ولاية) — من 46°18′N 117°0′W / 46.300°N 117.000°W أوريغون — من 46°0′N 117°0′W / 46.000°N 117.000°W Idaho — من 44°46′N 117°0′W / 44.767°N 117.000°W Oregon — من 44°15′N 117°0′W / 44.250°N 117.000°W Idaho — من 43°52′N 117°0′W / 43.867°N 117.000°W نيفادا — من 42°0′N 117°0′W / 42.000°N 117.000°W كاليفورنيا — من 36°51′N 117°0′W / 36.850°N 117.000°W |
| 32°33′N 117°0′W / 32.550°N 117.000°W | المكسيك                    | ولاية باها كاليفورنيا |
| 32°16′N 117°0′W / 32.267°N 117.000°W | المحيط الهادئ              | |
| 60°0′S 117°0′W / 60.000°S 117.000°W  | المحيط الجنوبي             | |
| 73°57′S 117°0′W / 73.950°S 117.000°W | القارة القطبية الجنوبية    | المطالب الإقليمية بالقارة القطبية الجنوبية |